# Кассиано
Кассиано Диаз Морейра (порт. Cassiano Dias Moreira; род. 16 июня 1989, Порту-Алегри) — бразильский футболист, нападающий португальского клуба «Эшторил-Прая».

## Карьера
Профессиональную карьеру начал 2009 году в «Сан-Жозе» из Порту-Алегри. В 2010 году на правах аренды играл в США за клуб Сент-Луиз. В 2011-2012 годах был арендован кипрским клубом «Неа Саламина». С 2012 года является игроком «Интернасьонала». В 2015 году на правах аренды выступал за южнокорейский Кванджу. В начале 2017 года Кассиано был арендован казахстанским клубом «Актобе».